# Берзька волость
Берзька волость (латис. Bērzes pagasts) — одна з одинадцяти територіальних одиниць Добельського краю.

## Географія
Розташована на межі Спарненської хвильової рівнини Східно-Курземської височини з Тірельською та Земгальською рівнинами Середньолатвійської низовини.
Межує з містом Добеле, Добельською, Кримунською, Яунберзькою волостями свого краю, а також із Лівберзькою та Глудською волостями Єлгавського краю.
Найбільші населені пункти волості: Шкібе (волосний центр), Мілтіні, Берзе, Віркус, Рінчі.
Територією волості протікають річки Алаве, Берзе, Гаурата, Пієнава.
Найвища точка волості: 28,2 м.
Національний склад: 75,4 % — латиші, 9,7 % — росіяни, 7,8 % — білоруси, 2,4 % — литовці, 2 % — українці, 1,4 % — поляки.
Волость перетинають автомобільні шляхи Добеле — Рига, Єлгава — Добеле, внутрішні шляхи мають протяжність 67 км.

## Історія
Перша згадка у письмових джерелах датована 1492 роком. У XVII столітті там виробляли тканину та парусину. До 1939 року волость називалась Берзмуйзькою.
Після Другої світової війни були організовані радгосп «Шкібе» та 2 колгоспи, ліквідовані на початку 1990-их років.
1945 року у Шкібській волості Єлгавського повіту було створено Ауструмську сільську раду. 1949 року волосний поділ було скасовано, й Ауструмська сільська рада увійшла до складу Добельського району.
1958 року до Ауструмської сільради було приєднано територію ліквідованого колгоспу імені Мічуріна Шкібської сільської ради. 1963 року територію колгоспу «Накотне» Ауструмської сільради передали у підпорядкування Лієлберзькій сільській раді. У 1965, 1968, 1971, 1977 та 1979 роках відбулась ще низка обмінів територіями з сусідніми сільрадами.
1990 року Ауструмську сільраду було реорганізовано в Берзьку волость, при цьому більша частина території колишньої волості склала Яунберзьку волость. 2009 року, після завершення латвійської адміністративно-територіальної реформы, Берзька волость увійшла до складу Добельського краю.
Нині на території волості працюють 10 економічно активних підприємства, 683 приватних господарства, Берзька основна школа, 2 бібліотеки, будинок культури, меморіальний музей Карліса Улманіса «Пікшас», 3 фельдшерських та акушерських пункти, 3 поштових відділення.

## Відомі уродженці
- Карліс Улманіс (1877—1942) — четвертий президент і чотириразовий прем'єр-міністр Латвії у 1918—1940 годах.